# Themistocles Zammit
Pour les articles homonymes, voir Zammit.
Sir Themistocles Zammit (familièrement appelé Témi Zammit), né le 30 décembre 1863 (bien que son buste affiche le 30 septembre 1864) à La Valette (Malte) où il meurt le 2 novembre 1935, est un médecin, archéologue et historien maltais. Il est considéré comme « le père de l'archéologie maltaise ».

## Carrière
Son père est originaire de Leucade et sa mère de Valletta. Ses prénoms de naissance selon les archives d'État sont Fioravanti, Temistocle, Archimede, Laurenzo, Giuseppe, ce qui explique que l'on ne retrouve pas toujours une trace de "Themistocles Zammit" dans les archives.
Themistocles Zammit est diplômé en médecine à l'université de Malte (1889), puis se spécialise en recherche bactériologique à Londres et Paris,.
De mars 1890 et janvier 1892, il rédige dans le journal de 8 pages La Rivista Medica qu'il fonde avec le docteur Fabrizio Borg. En décembre 1890, il est nommé "chimiste analyste" par le gouvernement et dispose d'une paie associée. Il part étudier à l'École supérieure de pharmacie à Paris où il se serait lié d'amitié avec Louis Pasteur. En juin 1892, il part étudier au King's College de Londres.
En septembre 1896, il tire la première photographie au rayon X à Malte (probablement de sa propre main). En 1898, il publie son premier article dans le British Medical Journal. En décembre 1898, il donne une conférence détaillant comment monter un appareil au rayon X et l'utiliser adéquatement. En 1900, il publie un rapport sur le faible présence de tuberculose à Malte et suggère que l'île devienne un lieu de convalescence pour les Britanniques.
En 1904, il retourne à Malte où il devient membre de la Commission de la fièvre méditerranéenne. En 1905, il met en évidence dans du lait de chèvre contaminé l'agent responsable de la brucellose ou « fièvre de Malte » : la bactérie Brucella melitensis. Sa découverte démontrait que la brucellose est une anthropozoonose ce qui permit par la suite son éradication de Malte et des îles voisines. Sa découverte fut significative car ce fut la première fois que la science se penchait sur l'épidémiologie d'un animal en apparence sain.
À partir de 1904, il devient également secrétaire honorifique et trésorier de la branche maltaise de la British Medical Association.
Themistocles Zammit devient professeur à l'Université de Malte en 1905, puis recteur de juin 1920 à 1926,. Il quitte la fonction de recteur pour se consacrer à la direction du Musée national d’archéologie de La Valette.
Il réalise également d'importants travaux pour isoler les vecteurs et agents infectieux de l'épidémie de peste à Malte en 1936.
Entre 1915 et 1919, avec Manwel Magri dont il fut un proche collaborateur, Zammit fut parmi les premiers archéologues et historiens maltais à fouiller les sites mégalithiques de Tarxien, Ħaġar Qim et Mnajdra ou l’hypogée de Ħal Saflieni et ainsi tenter une première chronologie de la Préhistoire de Malte. De 1916 à 1920. il est directeur du laboratiore de santé publique de Malte.

## Distinctions
- Compagnon de l'Ordre de Saint-Michel et Saint-Georges (CMG), 1911[6]
- 1920 : Mary Kingsley Medal de l'école de médecine tropicale de Liverpool[3],[7]
- Chevalier, 1930[8].
- DLitt Honoris Causa par l'université d'Oxford[2]

## Hommages
Le musée Zammit occupe le dernier étage du ministère de la santé de Malte.
En 2006, la banque centrale de Malte édite 15 000 pièces en argent de 28,28 grammes en commémoration de Themistocles Zammit et réalisées par Noel Galea Bason.

## Vie privée
Themistocles Zammit se marie avec Maria Aloisia dei Marchesi Barbaro en 1898.